# Улица 9 Мая (Липецк)
У́лица 9 Ма́я — улица в Левобережном округе Липецка. Проходит в Новолипецке от площади Металлургов до Лесной улицы. Пересекает улицу Расковой. К чётной стороне примыкает Трамвайный переулок.

## История
В 1931 году во время начала строительства НЛМЗ от переправы через Воронеж (тогда Петровского моста не было) до строящего завода была проложена трасса. 12 декабря 1946 года безымянная прежде улица получила имя в честь Дня Победы в Великой Отечественной войне — улица 9 Мая.
До 7 апреля 1961 года улица 9 Мая начиналась от нынешней площади Мира. Затем её участок от площади Мира до площади Металлургов назвали проспектом Мира (см.).

## Застройка
Из жилой застройки по улице 9 Мая в настоящее время адресованы лишь два многоквартирных дома — № 2 и 5.
Преобладающая часть застройки нечётной стороны улицы — промышленная. В частности, здесь расположены бывшее трамвайное депо № 1 (дом № 9; закрыто в 2002 году, сейчас здесь торговое предприятие по продаже пиломатериалов), пожарная часть (дом № 15), отдел кадров НЛМК (дом № 19).
Практически всю чётную сторону улицы занимают учреждения здравоохранения (№ 4 — больница скорой медицинской помощи (до 1958 в этом здании располагались обком КПСС и облсовет), № 6 — роддом) и образования (№ 16 — Институт менеджмента, маркетинга и финансов, № 18 — медицинский колледж, № 20а — Международный институт компьютерных технологий, № 22 и 24 — профессионально-технические училища). Здание № 14 занимает управление треста «Липецкстрой» (стройтрест № 11 образован в 1945, в 1947 получил нынешний статус). В 2012 у здания треста установлен памятник С. Л. Шуминскому, возглавлявшему трест до 1971 года.
В квартире 13 дома № 2 находится музей И. А. Бунина.

## Транспорт
- к домам начала улицы — трам. 5, 5к; ; авт. 8, 17, 17а, 27, 28, 30, 33, 33а, 40а, 306, 308к, 317, 321, 322, 325, 330, 332,ост.: «Пл. Металлургов», «Прокатная ул.».
- к домам середины и конца улицы — трам. 5, 5к;авт. 7, 8о, 17, 20, 27, 28, 30, 33, 33а, 50, 320, 321, 322, 325, 330, 332, 345 ост.: «Трест „Липецкстрой“», «НЛМК».